# House of Gold & Bones - Part 1
House of Gold & Bones - Part 1 —en español: Casa de Oro y Huesos - Parte 1 —es el cuarto álbum de estudio de la banda estadounidense de hard rock Stone Sour. Es la primera parte de un doble álbum conceptual. El álbum fue lanzado el 22 de octubre de 2012 en el Reino Unido y 23 de octubre de 2012 en los Estados Unidos. Fue grabado simultáneamente con House de Gold & Bones - Part 2, que tiene previsto su lanzamiento a principios de 2013. Es el primer álbum de la banda sin el bajista Shawn Economaki, quien fue despedido de la banda en 2012.

## Lista de canciones
Toda la música compuesta por Stone Sour. 
| N.º   | Título                      | Duración |  |
| 1.    | «Gone Sovereign»            | 4:03     |  |
| 2.    | «Absolute Zero»             | 3:50     |  |
| 3.    | «A Rumor of Skin»           | 4:11     |  |
| 4.    | «The Travelers, Pt. 1»      | 2:27     |  |
| 5.    | «Tired»                     | 4:12     |  |
| 6.    | «RU486»                     | 4:22     |  |
| 7.    | «My Name Is Allen»          | 4:18     |  |
| 8.    | «Taciturn»                  | 5:26     |  |
| 9.    | «Influence of a Drowsy God» | 4:29     |  |
| 10.   | «The Travelers, Pt. 2»      | 3:02     |  |
| 11.   | «Last of the Real»          | 3:01     |  |
| 43:21 |                             |          |  |

| Pista adicional japonesa |                              |          |  |
| N.º                      | Título                       | Duración |  |
| 12.                      | «Gallows Humor (Rough Demo)» | 3:30     |  |
| 46:51                    |                              |          |  |

## Personal
- Corey Taylor - voz, piano (en "The Travelers, Pt 2.), Escritor de la historia de House of Gold & Bones.
- James Root - guitarra
- Josh Rand - guitarra
- Roy Mayorga - tambores, sintetizador ("Gone Sovereign", "Absolute Zero", "Taciturn", e "Influence of a Drowsy God")